# Brian Hill (cầu thủ bóng đá, sinh năm 1942)
Brian Hill (sinh ngày 15 tháng 12 năm 1942) là một cựu cầu thủ bóng đá người Anh sinh ra ở Mansfield, từng thi đấu ở vị trí tiền vệ chạy cánh cho Grimsby Town, Huddersfield Town, Blackburn Rovers và Torquay United tại Football League, and in bóng đá non-league cho Boston United.